# Pintures murals de la capella Herrera
Les Pintures murals de la capella Herrera són un conjunt de pintures murals pertanyent al conjunt de decoració mural de l'església de San Giacomo degli Spagnuoli de Roma. Va incorporar-se al fons del MNAC el 1902 com a dipòsit de la Reial Acadèmia Catalana de Belles Arts de Sant Jordi per ingressar a la col·lecció el 1906.

## Història
Al final de la seva carrera professional, Carracci va rebre un encàrrec important: Decorar una capella en una església romana, més concretament la de Sant Dídac d'Alcalà, a l'església llavors coneguda com a San Giacomo degli Spagnuoli, que havia estat fundada anys abans pel banquer espanyol Juan Enríquez de Herrera (h. 1539-1610) (d'aquí li ve el nom al conjunt pictòric). Carracci es va encarregar de fer el disseny de la decoració i de realitzar els esbossos, però bona part del treball la van dur a terme els seus col·laboradors, entre els quals van destacar Francesco Albani, Sisto Badalocchio i Giovanni Lanfranco.
Les obres van romandre a la capella fins que el segle xix Antoni Solà va arrencar-les i passar-les a tela, gràcies al finançament de Ferran VII. D'aquestes, nou peces han quedat al MNAC com a dipòsit de la Reial Acadèmia Catalana de Belles Arts de Sant Jordi a la qual foren donades per la reina Isabel II l'any 1851. Set peces més es troben al Museo del Prado.

## Descripció
Es tracta d'un conjunt format per 16 peces, de les quals 9 es troben al MNAC i les altres 7 al Museo del Prado de Madrid. Procedeix de l'antiga església de San Giacomo degli Spagnuoli de Roma.
| #  | Imatge                                         | Títol                                         | Autors                                         | Museu           | Referència    |
| -- | ---------------------------------------------- | --------------------------------------------- | ---------------------------------------------- | --------------- | ------------- |
| 1  | Apòstols al voltant del Sepulcre buit          | Apòstols al voltant del Sepulcre buit         | Carracci i Francesco Albani                    | MNAC            | [ 5 ] [ 6 ]   |
| 2  | Miracle de les roses                           | Miracle de les roses                          | Carracci, Francesco Albani i Domenico Zampieri | MNAC            | [ 7 ] [ 8 ]   |
| 3  | Assumpció de la Verge                          | Assumpció de la Verge                         | Carracci i Albani                              | MNAC            | [ 9 ] [ 10 ]  |
| 4  | Pare Etern                                     | Pare Etern                                    | Carracci i Albani                              | MNAC            | [ 11 ] [ 12 ] |
| 5  | Curació d'un jove cec                          | Curació d'un jove cec                         | Carracci i Albani                              | MNAC            | [ 13 ] [ 14 ] |
| 6  | Sant Pau                                       | Sant Pau                                      | Carracci i Albani                              | MNAC            | [ 15 ] [ 16 ] |
| 7  | Sant Pere                                      | Sant Pere                                     | Carracci i Albani                              | MNAC            | [ 17 ] [ 18 ] |
| 8  | Predicació de Sant Dídac                       | Predicació de sant Dídac                      | Carracci & Sisto Badalocchio                   | MNAC            | [ 19 ] [ 20 ] |
| 9  | Aparició de Sant Dídac damunt del seu sepulcre | Aparició de sant Dídac damunt el seu sepulcre | Carraci & Sisto Badalocchio                    | MNAC            | [ 21 ] [ 22 ] |
| 10 | Apoteosi de sant Francesc                      | Apoteosi de sant Francesc                     |                                                | Museo del Prado | [ 23 ]        |
| 11 | Apoteosi de sant Jaume el gran                 | Apoteosi de sant Jaume el gran                |                                                | Museo del Prado | [ 24 ]        |
| 12 | Apoteosi de sant Llorenç                       | Apoteosi de sant Llorenç                      |                                                | Museo del Prado | [ 25 ]        |
| 13 | Sant Dídac rep almoina                         | Sant Dídac rep almoina                        |                                                | Museo del Prado | [ 26 ]        |
| 14 | Sant Dídac rep l'hàbit franciscà               | Sant Dídac rep l'hàbit franciscà              |                                                | Museo del Prado | [ 27 ]        |
| 15 | La Refacció miraculosa                         | La Refacció miraculosa                        |                                                | Museo del Prado | [ 28 ]        |
| 16 | Sant Dídac salva el noi adormit al forn        | Sant Dídac salva el noi adormit al forn       |                                                | Museo del Prado | [ 29 ]        |

## L'església

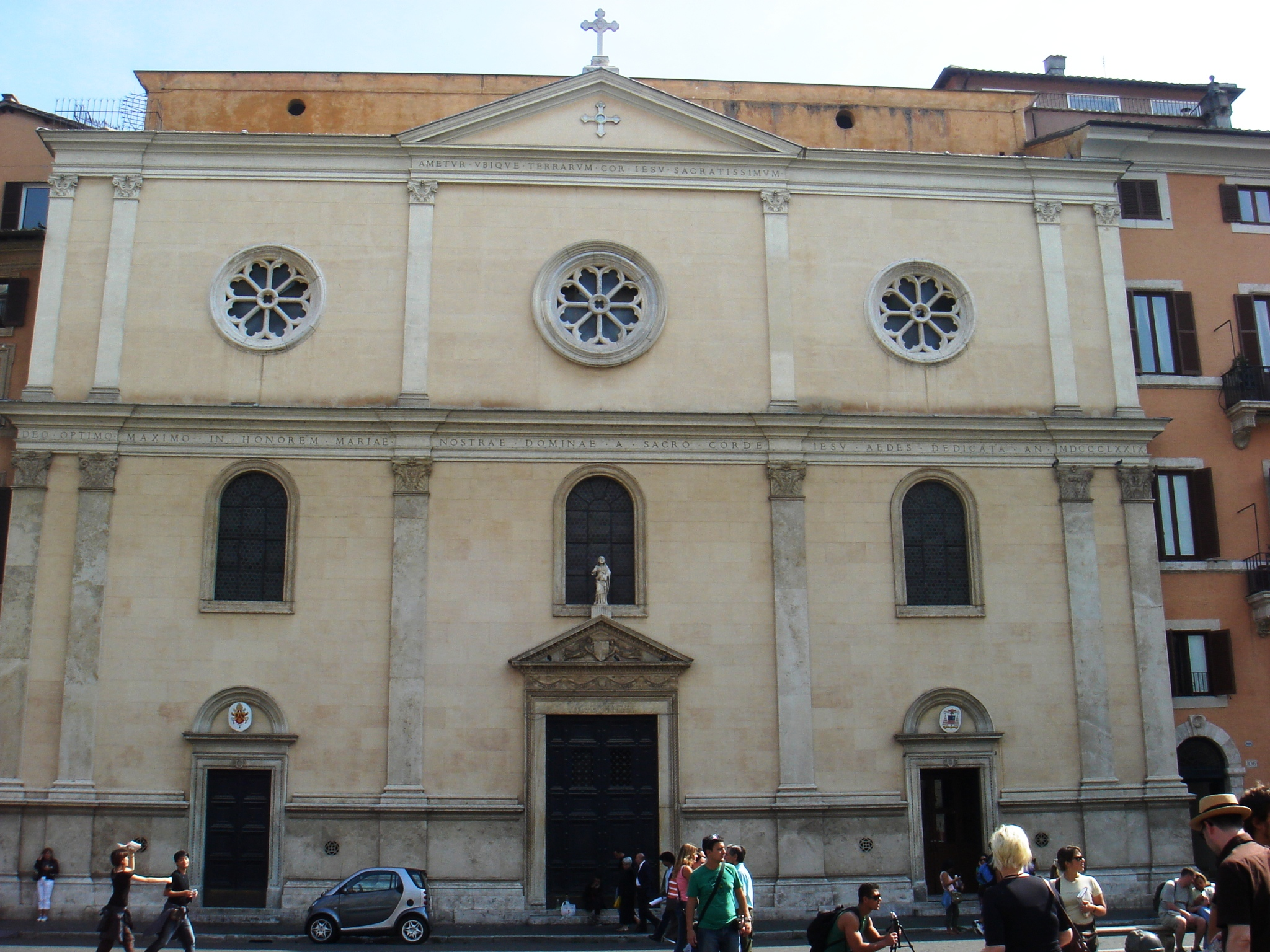
Aspecte actual de l'església

San Giacomo degli Spagnuoli actualment coneguda com a Església de  Nostra Senyora del Sagrat Cor, és una església de Roma a la Plaça Navona del districte de Parione.
L'església, mostra un interior visiblement recent, però té una història molt antiga. El primer edifici va ser construït al segle xiii per voluntat de l'infant Enric, fill del rei de Castella Ferran III, a l'indret de l'antic Estadi de Domicià, (lloc sagrat per a la tradició cristiana en memòria dels màrtirs que hi van ser assassinats), sota l'advocació de Santiago patró de la Reconquesta a Castella, prenent el nom de San Giacomo degli Spagnuoli.